# Casă bântuită

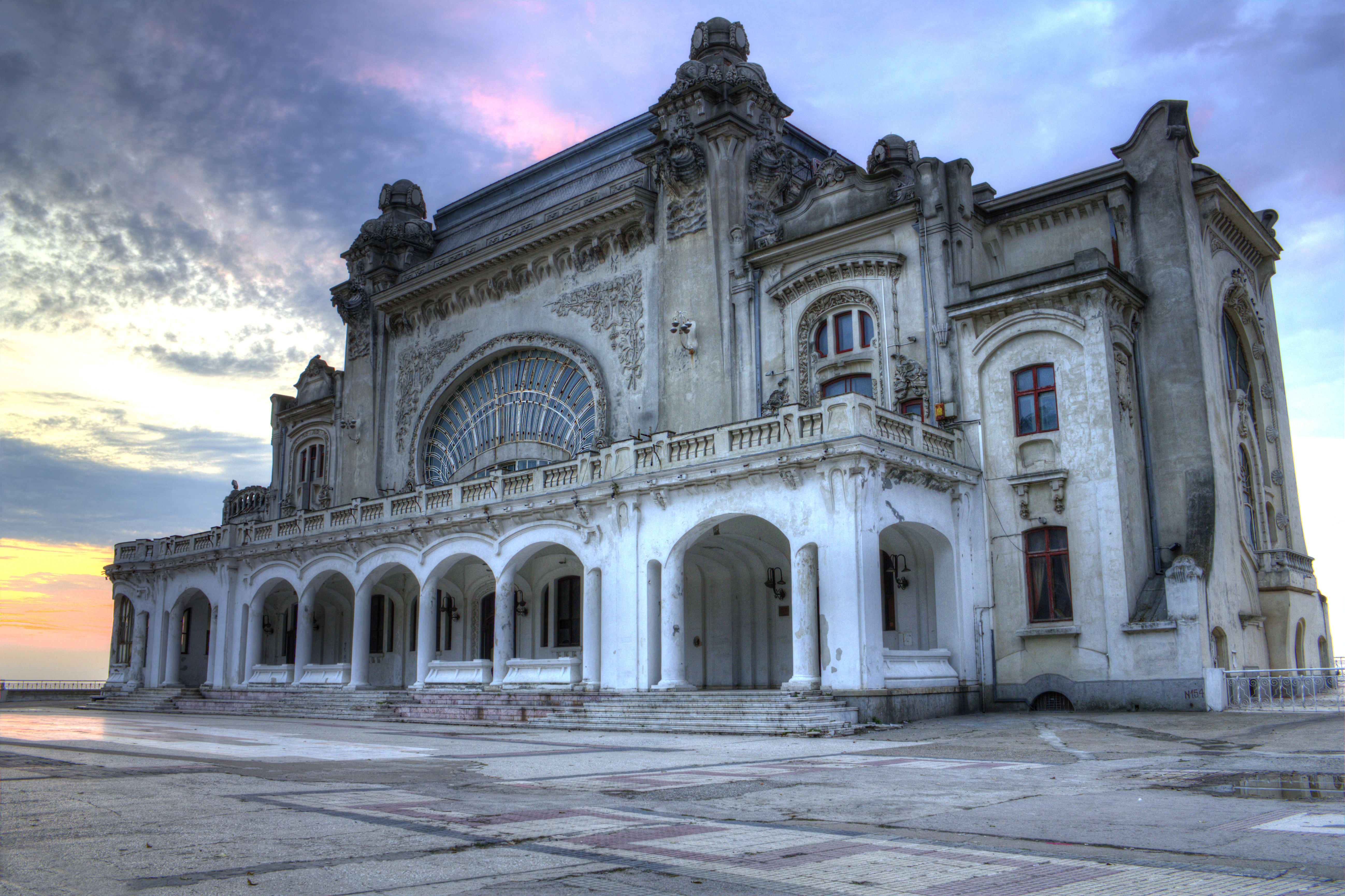
Despre Cazinoul din Constanța se presupune că ar fi bântuit

O casă bântuită este o clădire în care se crede că ar sălășlui fantome. Parapsihologii leagă bântuirea de duhurile morților și evenimente tragice ce au avut loc în acea zonă. Casele bântuite se ivesc foarte des în filmele de groază.

## Ca atracție
Ideea de casă bântuită a fost folosită pentru a crea atracții care simulează întâmplarea de a te afla într-o casă bântuită. Se poate spune că aceste case bântuite își au începuturile în Londra secolului 19, unde o serie de iluzii și atracții au adus la pornirea unui noi mod de a te distra. În 1802, Marie Tussaud a zguduit Londra, lansând o exhibiție cu figurine din ceară decapitate, făcute după asemănarea personalităților franceze care au fost decapitate. După ce a stabilit o exhibiție permanentă, Marie a numit-o "Sala Groazei". În America, domurile bântuite au apărut cel mai probabil pe vremea Marii Crize Economice din 1929-1933, părintii dorind să distragă pe copiii jongleri de la acte de vandalism.
Astfel de atracții dăinuiesc și în România, precum cea de lângă Castelul Bran.